# لويس داريغو
لويس داريغو (بالإنجليزية: Louis D'Arrigo)‏ هو لاعب كرة قدم أسترالي في مركز الوسط، ولد في 23 سبتمبر 2001 في أديلايد في أستراليا. لعب مع أديلايد يونايتد.

## وصلات خارجية
- لويس داريغو على موقع قاعدة بيانات كرة القدم.إي يو (الإنجليزية)
- لويس داريغو على موقع Soccerway.com (الإنجليزية)